# Pagode Hua du temple Guanghui
La pagode Hua du temple Guanghui (chinois : 广惠寺华塔 ; pinyin : guǎnghuì sì huá tǎ) est une pagode bouddhiste, située dans le xian de Zhengding de la ville-préfecture de Shijiazhuang, dans la province du Hebei, en république populaire de Chine. C'est un temple des cinq pagodes.
Elle est classée depuis 1961 dans la première liste des sites historiques et culturels majeurs protégés au niveau national.

## Histoire
Le temple Guanghui est construit entre 785 et 804, sous la dynastie Tang.
La pagode elle-même remonte à la dynastie Jin (1115-1234).

## Galerie de photographies

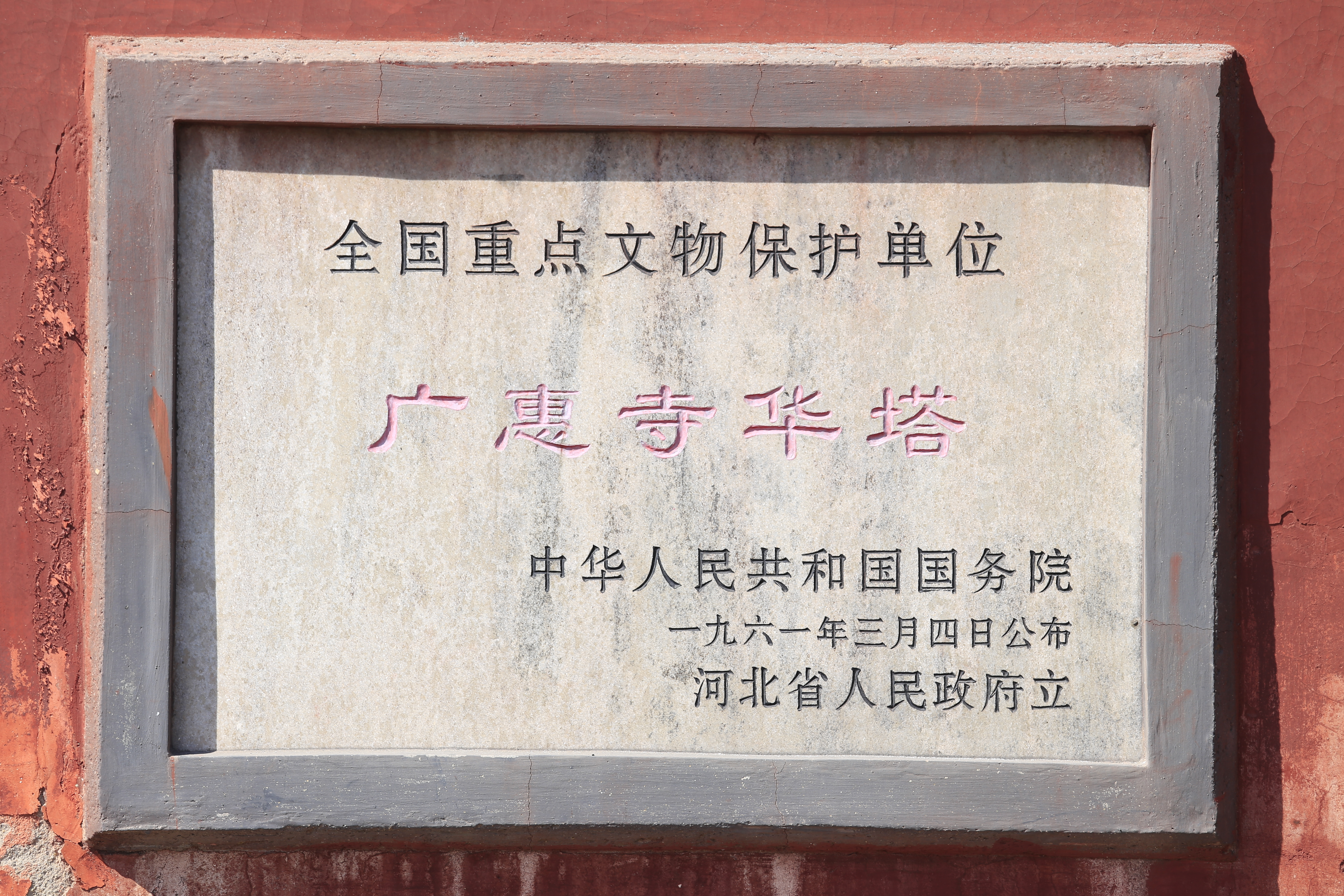
Plaque des sites majeurs nationaux.
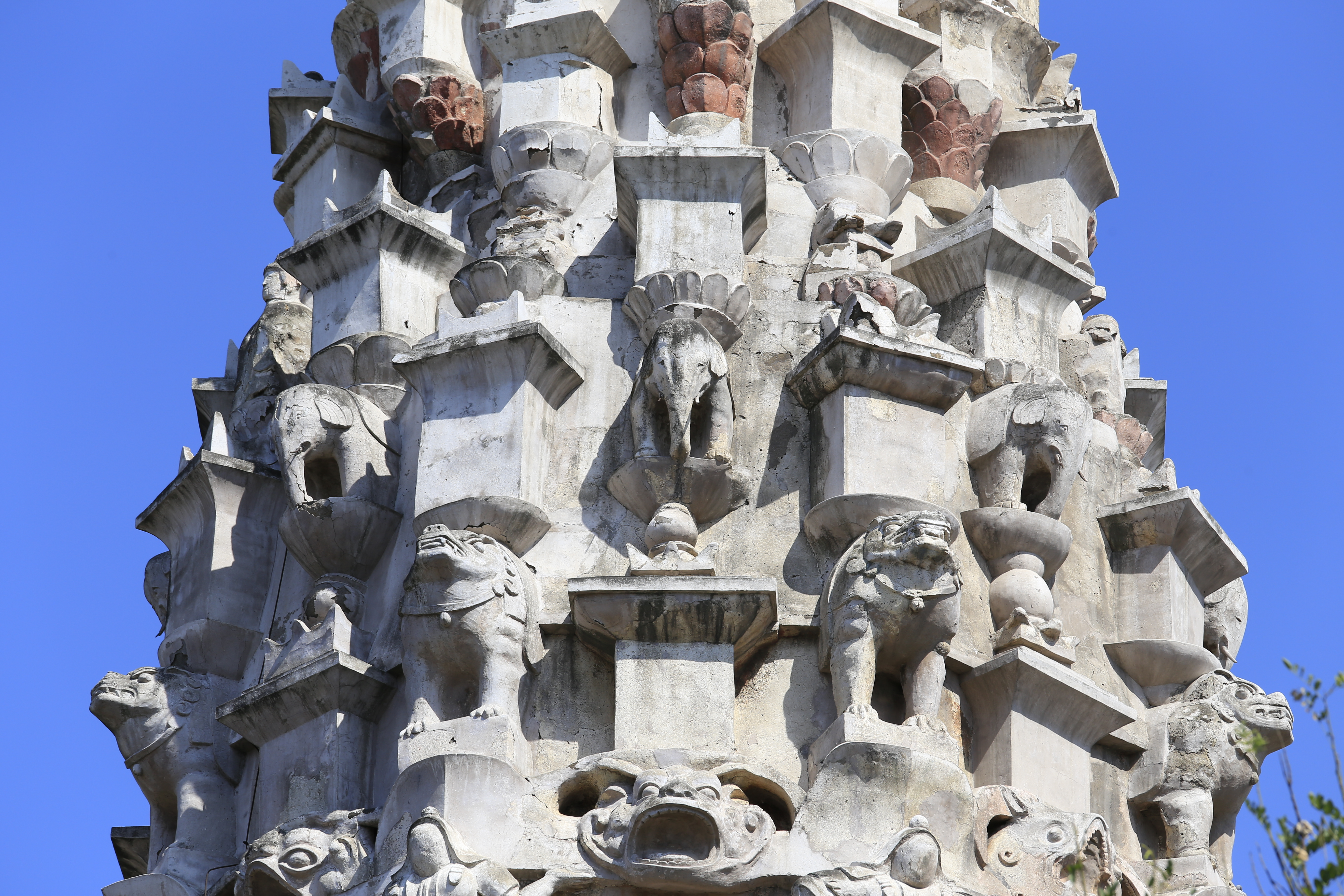
Détails du sommet.
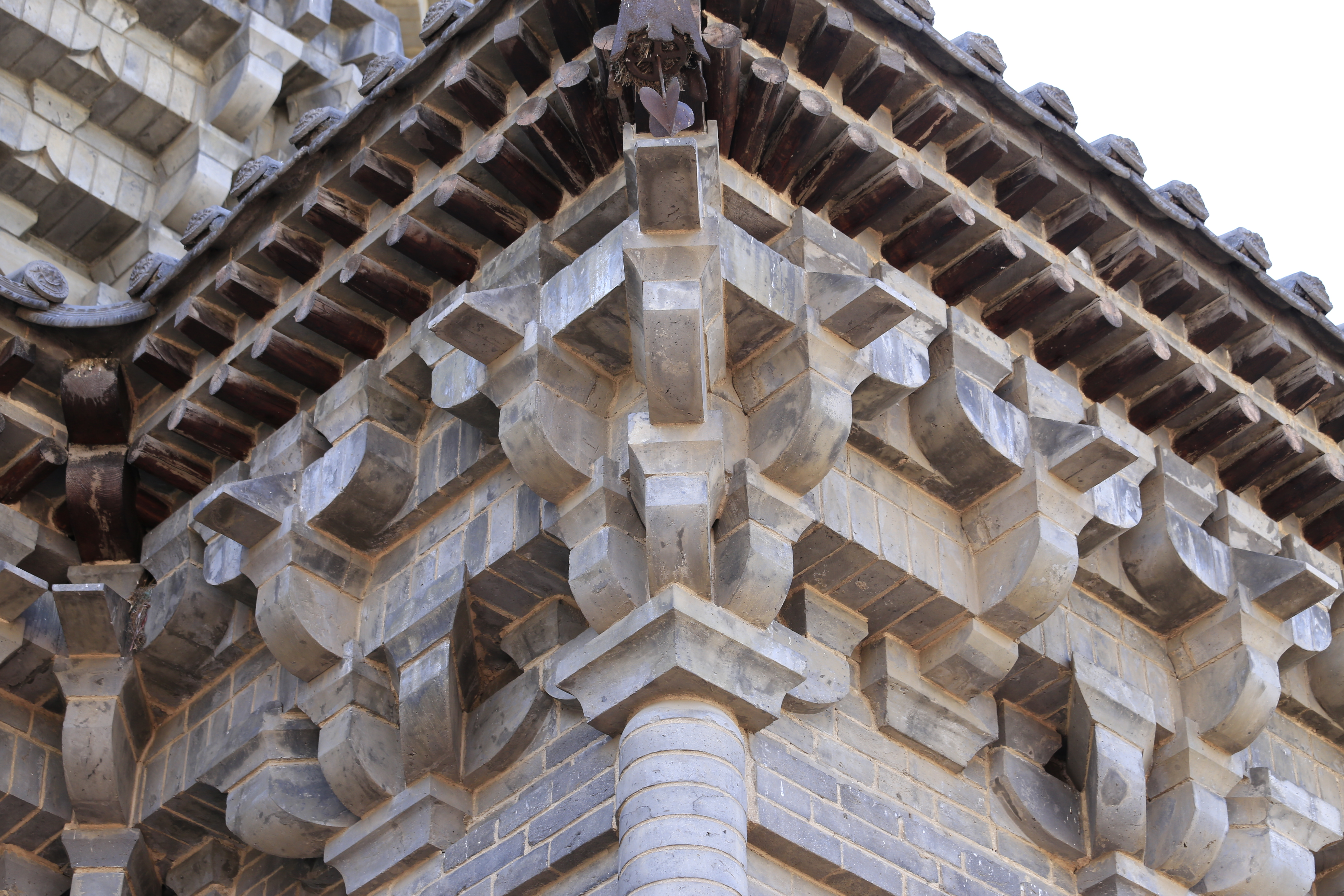
Architecture soutenant le toit.
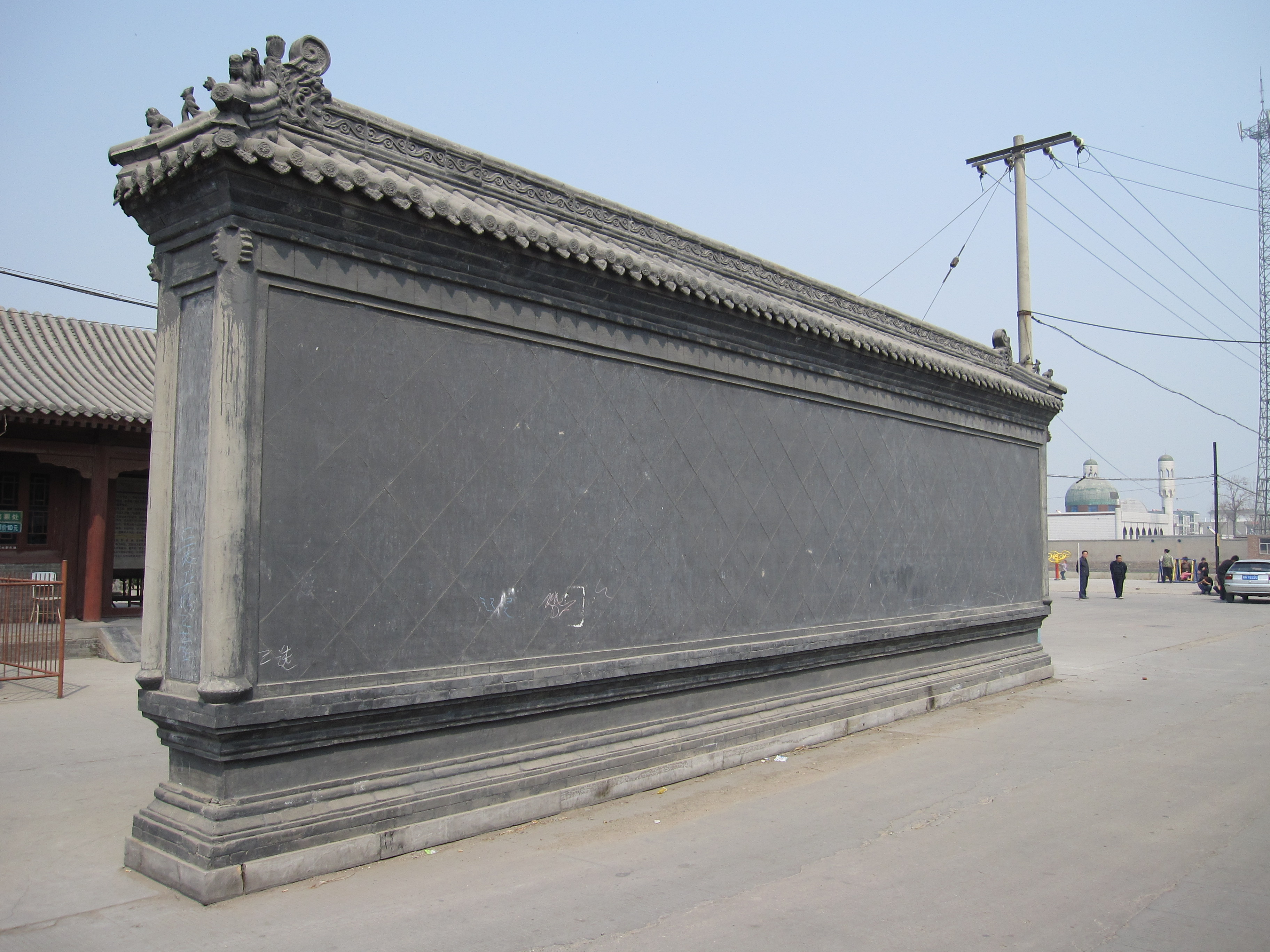
Mur devant le temple.